# Oreodera glauca
Oreodera glauca es una especie de escarabajo longicornio del género Oreodera, tribu Acrocinini, subfamilia Lamiinae. Fue descrita científicamente por Linné en 1758.
El período de vuelo ocurre durante todos los meses del año.

## Descripción
Mide 10-30 milímetros de longitud.

## Distribución
Se distribuye por Argentina, Bahamas, Belice, Bolivia, Brasil, Colombia, Costa Rica, Dominica, El Salvador, Guadalupe, Guatemala, Guyana, Guayana Francesa, Haití, Honduras, Martinica, México, Nicaragua, Panamá, Paraguay, Perú, Puerto Rico, República Dominicana, Santa Lucía, Surinam, Uruguay y Venezuela.